# Sopjanska Greda
Sopjanska Greda is een plaats in de gemeente Sopje in de Kroatische provincie Virovitica-Podravina. De plaats telt 41 inwoners (2001).